# Parafia Podwyższenia Krzyża Świętego w Psarach

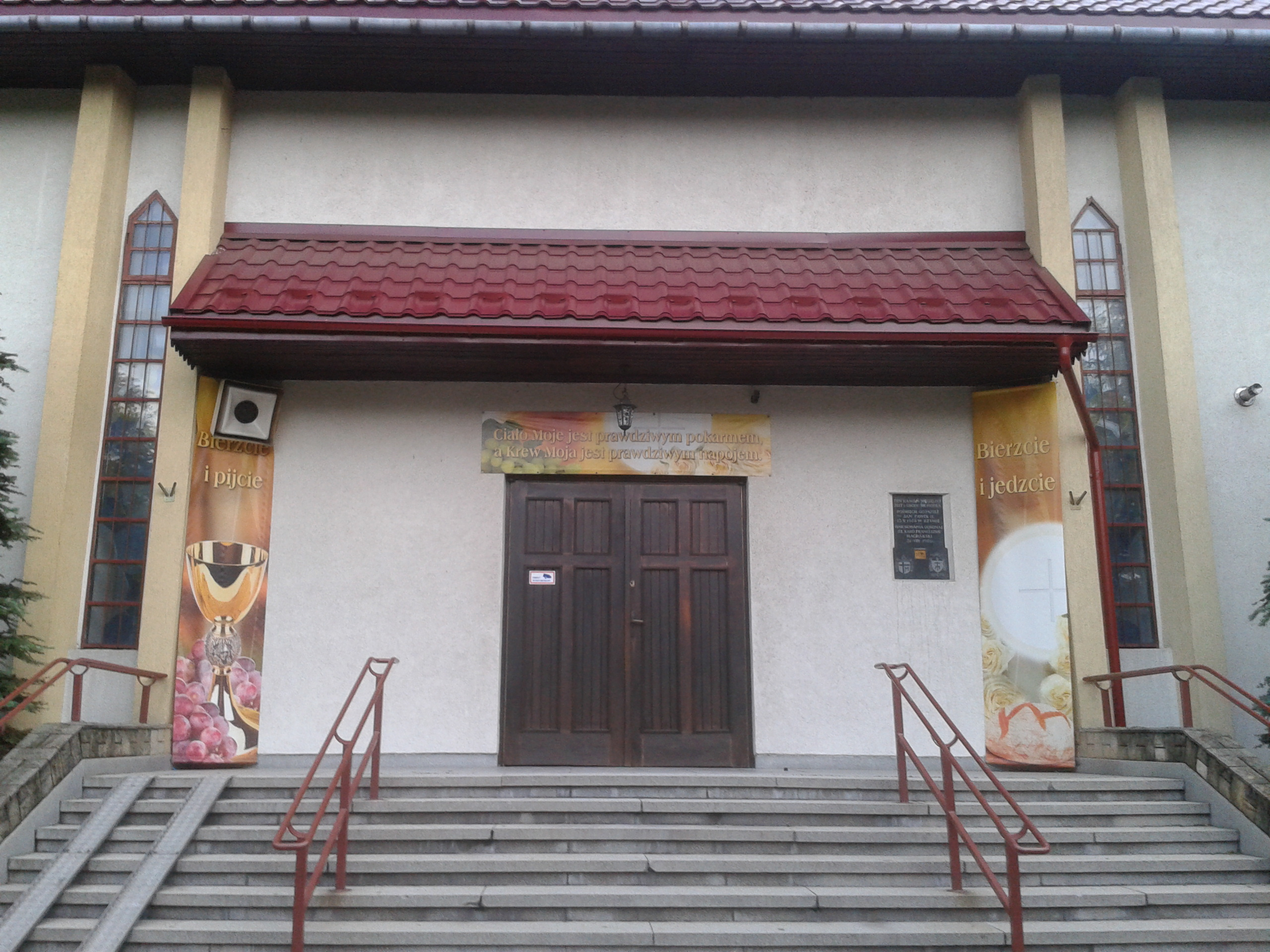
Wejście do kościoła

Parafia Podwyższenia Krzyża Świętego w Psarach – rzymskokatolicka parafia wchodząca w skład dekanatu Trzebinia archidiecezji krakowskiej. Proboszczem jest ks. Michał Leśniak. Parafia liczy 1296 wiernych. Na terenie parafii znajduje się cmentarz.

## Historia
Psary do 1982 r. były częścią parafii Narodzenia NMP w Płokach. W tym samym roku erygowano parafię Podwyższenia Krzyża Świętego w Psarach. Kościół parafialny wybudowano w latach 1983 –2000. Od 1 października do 1 listopada 1973 r. na terenie obecnej parafii odbywała się wizytacja kanoniczna Arcybiskupa Metropolity krakowskiego Karola Wojtyły.
W latach 1982–2009 proboszczem parafii był ks. Stanisław Mszal.